# Glad You Exist
Glad You Exist è un singolo del duo musicale statunitense Dan + Shay, pubblicato nel 2021 ed estratto dal loro quarto album in studio Good Things.

## Tracce
- Download digitale

1. Glad You Exist – 2:25

## Formazione
- Shay Mooney – voce, cori
- Dan Smyers – basso, batteria, piano, sintetizzatore, cori

## Classifiche
| Classifica (2021) | Posizione raggiunta |
| ----------------- | ------------------- |
| Stati Uniti       | 21                  |